# Two Sisters of the West
Two Sisters of the West – wspólny pseudonim literacki dwóch amerykańskich autorek tworzących w XIX wieku, sióstr Catherine Anne Warfield i Eleanor Percy Lee, córek Nathaniela A. Ware’a i Sary (Sarah) Percy. Określeniem tym poetki sygnowały zbiorki The Wife of Leon, and Other Poems (1843) i Indian Chamber, and Other Poems (1846).